# Tutto il resto è noi
Tutto il resto è noi è un singolo del rapper italiano Nayt, pubblicato il 2 aprile 2021 come unico estratto dalla riedizione del quinto album in studio Mood.
“Ho iniziato a scrivere questo pezzo con un’idea molto triste e malinconica, infatti la prima parte del testo è così. Il pezzo tratta di questo, un’epoca in cui abbiamo molte distrazioni, dove siamo portati ad evadere dalla realtà. Siamo in un periodo storico in cui tendiamo ad abusare dei modi di evasione che abbiamo sempre utilizzato, quindi siamo meno in contatto con noi stessi. Per uscire da questo schema ci sono tanti modi diversi, secondo me: io utilizzo la musica, l’arte in generale. Questo è un periodo in cui si è tutto amplificato, ci siamo spenti molto”. 

## Tracce
1. Tutto il resto è noi – 2:58